# Hammer Selingau

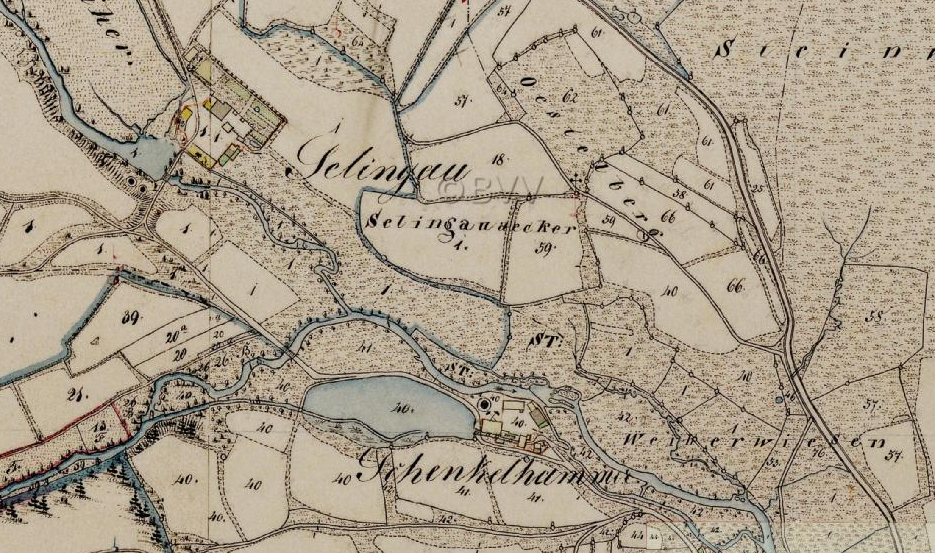
Lageplan des Hammers Selingau auf dem Urkataster von Bayern

Der Hammer Selingau lag in dem gleichnamigen Ortsteil Selingau von Ebnath; er wurde vom Wasser der Gregnitz, einem linken Zufluss zur Fichtelnaab, angetrieben. 500 m südwestlich davon lag der Schenkelhammer.

## Geschichte
Der Eisenhammer bestand seit dem 15. Jahrhundert, genauer seit 1491. In diesem Jahr verliehen die Gebrüder Paul, Sebastian, Wolf und Jorg Hirschberg uf Schwarzenreuth zu Ebnath diesen Hammer an den Hammermeister Fritz Schreyer.
1585 wird hier ein Hammergut mit einem Hammerwerk, einer Mahl- und einer Sägemühle genannt. 1630 ist hier der Hammermeister Andreas Schreyer tätig, der den Wert des Werkes auf 2000 fl einschätzt. In diesem Jahr wird hier auch ein zweiter Hammer genannt und auf 1800 fl geschätzt. Besitzer dieses „ungangbaren Blechhammers“ ist Endres Schreyer. In der Steuerveranlagung von 1714 heißt es 1 Hammer, „ist aber dermalen ganz schlecht und die meiste Zeit ungangbar (375 fl)“ zudem 1 Hammer, „welcher aber aus mangel an erz wenig getrieben werden kann (625 fl)“. 1792 wird hier noch ein Hammer genannt.
In dieser Familie Schreyer blieb der Hammer bis gegen Ende des 18. Jahrhunderts. Die Tochter Franziska des letzten Hammermeisters, Michael Schreyer, verehelichte sich damals mit dem Hammermeister Mathias Eichhorn und der Hammer kam an diese Familie. 1877 wurde das Werk unter dem Pächter Wilhelm Sand stillgelegt. Die Wasserkraft der Gregnitz bleibt seitdem ungenützt, die Gebäude des Werkes sind aber noch erhalten, die Einrichtung aber abgebaut.